# Heart of America Sports Attractions
Heart of America Sports Attractions, também conhecida como Midwest Wrestling Association, Central States Wrestling e World Wrestling Alliance, foi uma promoção de wrestling profissional estadunidense que promovia seus shows em Kansas, Missouri, Nebraska e Iowa. A promoção durou de 1948 até sua falência em 1988.